# Thihathura
Cette page contient des caractères spéciaux ou non latins. S’ils s’affichent mal (▯, ?, etc.), consultez la page d’aide Unicode.
Thihathura (birman : သီဟသူရ, θìha̯θùja̯ ; ou Maha Thihathura, 1er mai 1431 – août 1480) fut le onzième souverain du Royaume d'Ava, en Haute-Birmanie. De 1468 à 1480, il fut le dernier à régner sur l'ensemble d'un royaume de plus en plus fragile. Peu après avoir succédé à son père Narapati, il dut réprimer une rébellion de Taungû (1470), et une autre de son frère, prince de Prome, auquel il pardonna. Dans l'Est, il soumit l'état shan de Yawnghwe, et dans le Nord, il étouffa une rébellion des états de Mohnyin et Mogaung. À sa mort en 1480, son fils Minkhaung II lui succéda

## Accession au trône
Thihathura monta sur le trône d'Ava en juillet 1468 après la mort de son père Narapati à Prome, où il s'était réfugié après avoir échappé à une tentative d'assassinat de la part d'un fils de Thihathura. Ce fils cadet de Thihathura avait poignardé son grand-père parce que celui-ci désapprouvait son désir d'épouser sa cousine germaine, fille de la princesse de Sagaing (première fille de Narapati et sœur aînée de Thihathura). Thihathura ne punit pas son fils, lui accorda la main de la jeune fille et lui donna les villes de Sakut, Salin, Baunglin, Legaing, Myo-htit, Taungta, Mindon, Thayet, Myede, Kanyin et Myaung. Il fit de son fils aîné Minkhaung II, le prince héritier et lui donna Dabayin en apanage. Le plus jeune fils, Minyekyawswa, fut nommé prince de Yamethin.

## Règne
La reine douairière fut choquée par la décision de Thihathura de ne pas punir son fils et incita Taungû à la révolte. Taungû, province reculée dans le sud-est du royaume, difficile d'accès, avait une longue histoire de révoltes ; la précédente avait duré sept ans (1451-1458). Taungû appela à son aide le royaume d'Hanthawaddy (Pégou), qui dominait la basse-Birmanie. Thihathura envoya une armée sous les ordres du général Sithu Kyawhtin, accompagné de deux de ses fils. Malgré l'aide des pégouans, le gouverneur de Taungû Thiri Zeya Thura fut vaincu en 1470. Les princes l'épargnèrent et le conduisirent à Ava, tandis que Sithu Kyawhtin le remplaçait à la tête de la province.
Thihathura envoya ensuite une armée pour soumettre Prome, gouverné par son frère Mingyi Swa, auquel il pardonna. En 1475, avec l'aide de l'état shan de Thibaw (Hsipaw), il lança un raid contre Yawnghwe (Nyaungshwe), dont il obtint la soumission. Au début de 1476, il envoya une armée contre le royaume d'Hanthawaddy et razzia Kawlia, près de Hlaing. Cette même année, Sithu Kyawhtin, gouverneur de Taungû, agrandit la ville. Les ministres l'interprétèrent comme le signe de sa révolte imminente, mais le roi leur montra leur erreur en lui ordonnant de se laisser tirer par les cheveux jusqu'à Ava, ce qu'il fit en disant : « C'est l'ordre de mon roi. ».
Thihathura tourna ensuite son attention vers les états shans de Mohnyin et Mogaung, dans le Nord, qui, sans s'être révoltés, n'avaient pas non plus formellement fait leur soumission. En 1472, il avait demandé à la dynastie Ming d'honorer sa reconnaissance de l'appartenance des états shans à la Birmanie (1454). La Chine avait mis en garde contre toute fermeture de la route commerciale avec le Yunnan, mais n'avait pas réaffirmé cette reconnaissance. Une fois ses problèmes réglés dans le Sud, Thiahthura lança personnellement une expédition à grande échelle contre Mohnyin et Mogaung (fin 1476). Il remonta l'Irrawaddy en bateau avec 7000 soldats, tandis que son plus jeune fils Minyekyawswa suivait à terre avec 7000 autres soldats, 300 éléphants et 6000 chevaux. Ce n'est qu'à leur approche que les souverains de la région se soumirent.
Fervent bouddhiste, Thihathura envoya en 1474 au Sri Lanka un balai fait de ses cheveux et de ceux de la reine et au manche incrusté de joyaux pour nettoyer le sol du Temple de la Dent de Kandy.